# داوری مدنی

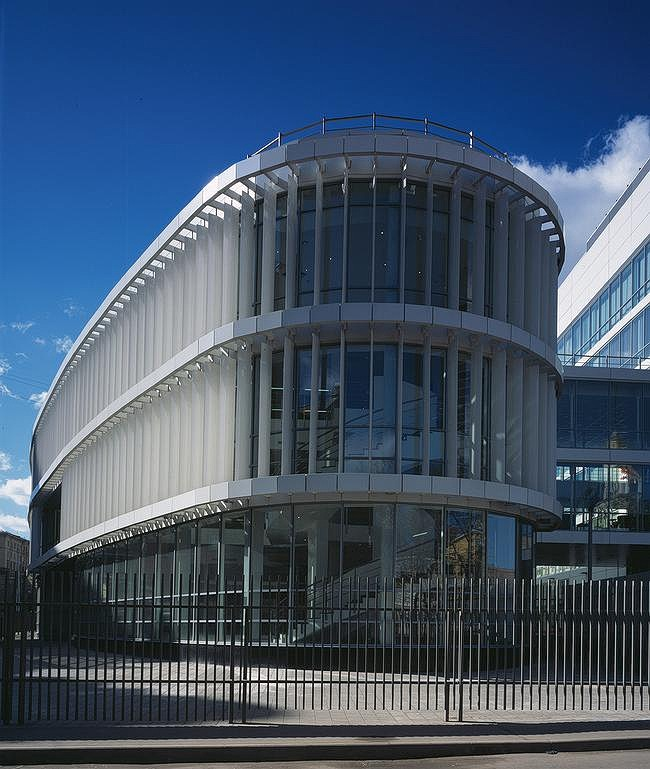
یک دادگستری در روسیه

داوری یکی از روش‌های حل اختلاف در بیرون از دادگستری است. داوری هرچند غیررسمی است اما رای داور مانند رای قاضی دادگستری الزامی و دارای ضمانت اجرا است. باب هفتم قانون آیین دادرسی مدنی مصوب ۱۳۷۹ و قانون داوری تجاری بین‌المللی مصوب ۱۳۷۶ به مقررات داوری اختصاص پیدا کرده‌اند.
از دیگر روش‌های حل اختلاف غیر قضایی می‌توان به میانجیگری، سازش و مذاکره، پایمردی اشاره نمود.